# 何公墓
何公墓，位于中国广东省清远市英德市英城镇，为清远市英德市的一个市级文物保护单位，类型为古墓葬，公布时间为2000年12月。
何公墓的历史年代为明代。